# پدرو مورنو (بازیکن فوتبال)
پدرو مورنو (انگلیسی: Pedro Moreno؛ زادهٔ ۲۹ ژوئن ۱۹۵۱) بازیکن فوتبال اهل اسپانیا است.
از باشگاه‌هایی که در آن بازی کرده‌است می‌توان به باشگاه فوتبال لوانته و باشگاه فوتبال گرانادا اشاره کرد.